# Montaigu (Vendée)
Montaigu és un municipi francès situat al departament de Vendée i a la regió de País del Loira. L'any 2007 tenia 4.909 habitants.

## Demografia

### Població
El 2007 la població de fet de Montaigu era de 4.909 persones. Hi havia 2.264 famílies de les quals 936 eren unipersonals (447 homes vivint sols i 489 dones vivint soles), 675 parelles sense fills, 526 parelles amb fills i 127 famílies monoparentals amb fills.
La població ha evolucionat segons el següent gràfic:
Habitants censats

### Habitatges
El 2007 hi havia 2.493 habitatges, 2.290 eren l'habitatge principal de la família, 51 eren segones residències i 151 estaven desocupats. 1.593 eren cases i 884 eren apartaments. Dels 2.290 habitatges principals, 1.216 estaven ocupats pels seus propietaris, 1.052 estaven llogats i ocupats pels llogaters i 21 estaven cedits a títol gratuït; 207 tenien una cambra, 304 en tenien dues, 373 en tenien tres, 555 en tenien quatre i 852 en tenien cinc o més. 1.573 habitatges disposaven pel capbaix d'una plaça de pàrquing. A 1.263 habitatges hi havia un automòbil i a 712 n'hi havia dos o més.

### Piràmide de població
La piràmide de població per edats i sexe el 2009 era:
| Homes | Edats   | Dones |
| ----- | ------- | ----- |
| 0     | 95 o +  | 17    |
| 8     | 90 a 94 | 44    |
| 17    | 85 a 89 | 67    |
| 26    | 80 a 84 | 42    |
| 62    | 75 a 79 | 66    |
| 69    | 70 a 74 | 124   |
| 146   | 65 a 69 | 131   |
| 113   | 60 a 64 | 112   |
| 117   | 55 a 59 | 133   |
| 144   | 50 a 54 | 140   |
| 115   | 45 a 49 | 170   |
| 148   | 40 a 44 | 138   |
| 181   | 35 a 39 | 183   |
| 104   | 30 a 34 | 114   |
| 236   | 25 a 29 | 241   |
| 220   | 20 a 24 | 192   |
| 182   | 15 a 19 | 166   |
| 104   | 10 a 14 | 144   |
| 133   | 5 a 9   | 147   |
| 92    | 0 a 4   | 72    |

## Economia
El 2007 la població en edat de treballar era de 3.169 persones, 2.262 eren actives i 907 eren inactives. De les 2.262 persones actives 2.040 estaven ocupades (1.104 homes i 936 dones) i 222 estaven aturades (88 homes i 134 dones). De les 907 persones inactives 335 estaven jubilades, 364 estaven estudiant i 208 estaven classificades com a «altres inactius».

### Ingressos
El 2009 a Montaigu hi havia 2.167 unitats fiscals que integraven 4.784 persones, la mediana anual d'ingressos fiscals per persona era de 18.206 €.

### Activitats econòmiques
Dels 383 establiments que hi havia el 2007, 4 eren d'empreses extractives, 5 d'empreses alimentàries, 2 d'empreses de fabricació de material elèctric, 1 d'una empresa de fabricació d'elements pel transport, 19 d'empreses de fabricació d'altres productes industrials, 39 d'empreses de construcció, 85 d'empreses de comerç i reparació d'automòbils, 9 d'empreses de transport, 22 d'empreses d'hostatgeria i restauració, 5 d'empreses d'informació i comunicació, 31 d'empreses financeres, 18 d'empreses immobiliàries, 58 d'empreses de serveis, 60 d'entitats de l'administració pública i 25 d'empreses classificades com a «altres activitats de serveis».
Dels 89 establiments de servei als particulars que hi havia el 2009, 1 era una oficina d'administració d'Hisenda pública, 1 gendarmeria, 1 oficina de correu, 6 oficines bancàries, 2 funeràries, 2 tallers de reparació d'automòbils i de material agrícola, 2 tallers d'inspecció tècnica de vehicles, 3 autoescoles, 4 paletes, 6 guixaires pintors, 6 fusteries, 5 lampisteries, 2 electricistes, 3 empreses de construcció, 9 perruqueries, 3 veterinaris, 12 agències de treball temporal, 11 restaurants, 8 agències immobiliàries i 2 salons de bellesa.
Dels 41 establiments comercials que hi havia el 2009, 1 era un hipermercat, 1 un supermercat, 4 fleques, 2 carnisseries, 1 una peixateria, 1 una llibreria, 15 botigues de roba, 2 botigues d'equipament de la llar, 4 sabateries, 1 una botiga d'electrodomèstics, 2 botigues de mobles, 1 un drogueria, 1 una perfumeria, 2 joieries i 3 floristeries.
L'any 2000 a Montaigu hi havia 3 explotacions agrícoles.

## Equipaments sanitaris i escolars
El 2009 hi havia 1 hospital de tractaments de curta durada, 1 hospital de tractaments de mitja durada (seguiment i rehabilitació), 1 un hospital de tractaments de llarga durada, 2 psiquiàtrics, 1 centre d'urgències, 2 farmàcies i 3 ambulàncies.
El 2009 hi havia 2 escoles maternals i 3 escoles elementals. A Montaigu hi havia 2 col·legis d'educació secundària i 2 liceus d'ensenyament general. Als col·legis d'educació secundària hi havia 1.646 alumnes i als liceus d'ensenyament general 1.468.
Montaigu disposava d'un centre de formació no universitària superior de formació sanitària.

## Poblacions més properes
El següent diagrama mostra les poblacions més properes.